# Alliiertenviertel

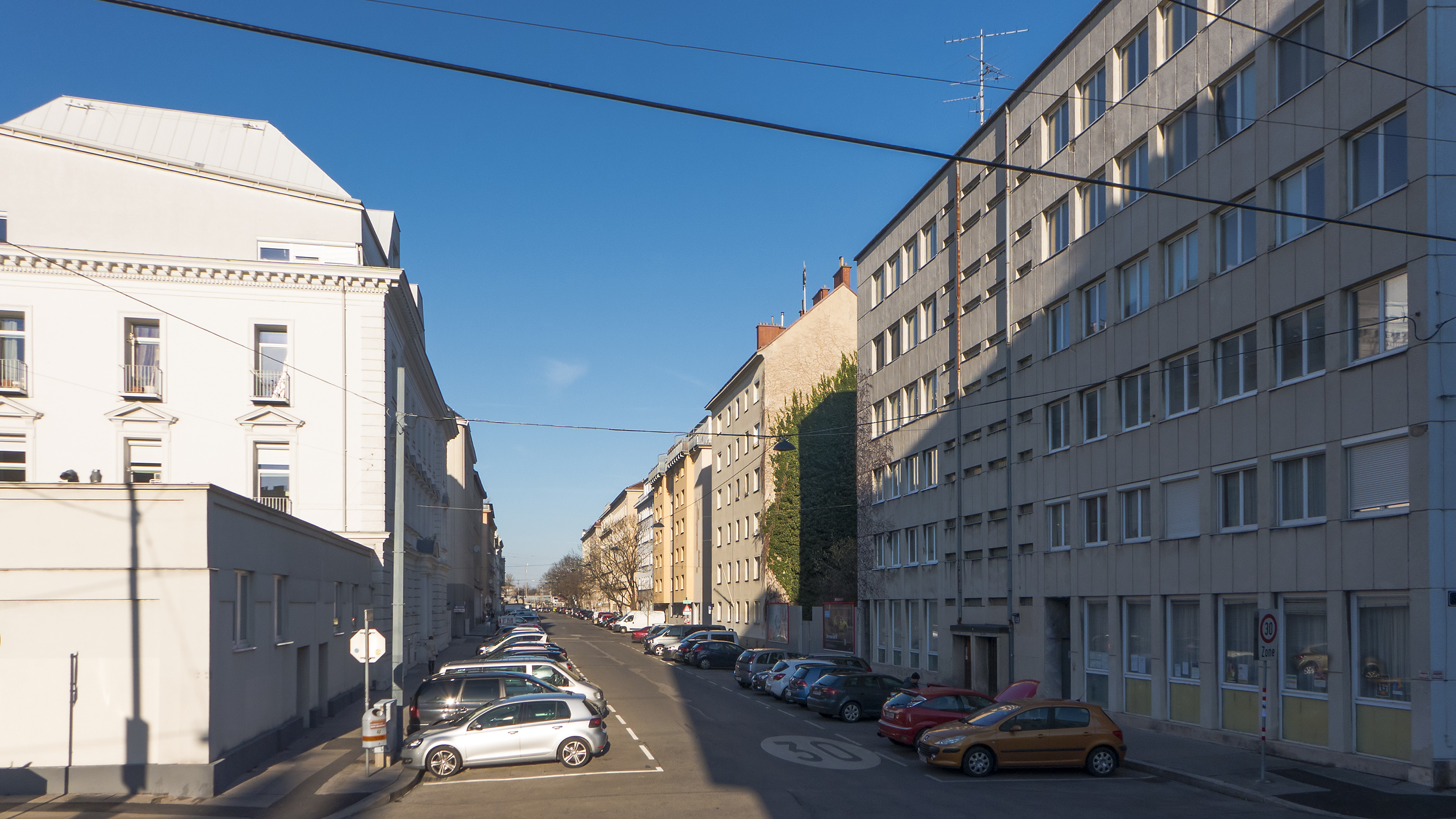
Alliiertenstraße bei ONr. 1 an der Kreuzung mit Trunnerstraße (links) und Am Tabor (rechts)

Alliiertenviertel ist der Name eines Stadtteils im 2. Wiener Gemeindebezirk, der Leopoldstadt.
Es handelt sich um das von Taborstraße, Nordbahnstraße und Am Tabor begrenzte Wohngebiet. Die Achse des Viertels ist die Alliiertenstraße, nach der es auch benannt ist. Die begrenzenden Straßen werden von den Straßenbahnlinien 2 und 5 befahren.
Im 20. Jahrhundert wurde dieses Viertel manchmal mit dem südlich angrenzenden Volkertviertel unter der Bezeichnung „Nordbahnviertel“ zusammengefasst, dieser Name ist  aber seit den 2010er Jahren für das neugebaute Viertel auf dem Gelände des ehemaligen Frachtenbahnhofs auf der anderen Seite der Nordbahnstraße bzw. der Bahntrasse in Gebrauch. In den frühen 2020er-Jahren wurde über die Schweidlgasse eine Verbindung zwischen diesen Vierteln hergestellt.
Der Begriff Alliierte geht hier nicht auf die Alliierten des Zweiten Weltkriegs zurück, sondern auf die gegen Napoleon verbündeten Mächte Österreich, Russland und Preußen. Als Erinnerung an das hier 1814 am Beginn des Wiener Kongresses zustande gekommene Treffen der drei Monarchen wurde 1909 die Alliiertenstraße benannt, die durch dieses Jahrzehnte später entstandene Stadtviertel führt.
Am nördlichen Ende des Viertels befand sich ab 1945 nach dem Ende des Zweiten Weltkriegs die so genannte Russenschleife, ein Verbindungsgleis zwischen Nordbahn und Nordwestbahn. Über dieses Gleis konnten Nordbahnzüge, solange die Nordbahnbrücke noch nicht wieder befahrbar war, zur Nordwestbahnbrücke über die Donau gelangen.

## Gebäude
Am Südrand des Viertels befinden sich an der Straße Am Tabor zwei Kirchen. Auf Nr. 5 steht die evangelische Verklärungskirche, die 1914 begonnen und nach kriegsbedingter Unterbrechung 1926 fertiggestellt wurde; der Kirchturm entstand bis 1965. Architekten waren Siegfried Theiss und Hans Jaksch. Zur Kirche gehört auch der Pfarrhof, der ebenso wie diese unter Denkmalschutz steht (Listeneintrag). Auf Nr. 7, zwischen zwei Trakten eines mehrgeschoßigen Hauses, befindet sich die römisch-katholische Pfarrkirche Am Tabor. Sie wurde 1967–1971 von Ladislaus Hruska erbaut. Die Fassade zur Straße hin wurde 1996 von Arik Brauer gestaltet.
In der Trunnerstraße 1–3 (ident Taborstraße 90–92) befindet sich die 1893/94 erbaute ehemalige Landwirtschaftlich-chemische Bundesversuchsanstalt, in der heutzutage das Bezirksgericht Leopoldstadt untergebracht ist. Um etwa dieselbe Zeit wurde auf Trunnerstraße Nr. 5 die Bundesanstalt für Pflanzenschutz erbaut, die von der Straße durch einen Garten abgesetzt ist. Dieser wurde 2020 mit der Grünfläche im Straßenzwickel zwischen Trunnerstraße und Am Tabor zu einer Parkfläche, dem Else-Feldmann-Park, zusammengeführt.
An der Adresse Marinelligasse 1 befindet sich ein 1926 von Leopold Schulz errichteter Gemeindebau, dessen Besonderheit ein asymmetrischer Straßenhof zur Marinelligasse ist. Einen Kontrast bildet das 1914/15 von Alois Simona erbaute spätsecessionistisch-neoklassizistische Gebäude auf Nr. 3 mit seiner ionischen Riesenpilasterordnung.
An der Adresse Alliiertenstraße 1 (Ecke Am Tabor / Trunnerstraße; siehe Abb.) befand sich jahrzehntelang die Bundesanstalt für Pflanzenbau und Samenprüfung. Das Gebäude wurde bis 2009 zu einer Wohnhausanlage umgebaut und erweitert.
Die bisher in diesem Abschnitt genannten Gebäude sind ein Teil der von der Stadt Wien definierten baulichen Schutzzone Leopoldstadt.
Ein die Umgebung dominierendes neungeschoßiges Gebäude ist der am Eingang zur Straße Am Tabor befindliche Chopinhof, ein von Alfred Dreier und Otto Nobis 1957–1959 errichteter Gemeindebau, in dessen Grünzone sich eine als Kamel gestaltete Spielplastik von Otto Eder befindet.
Auf der anderen Seite der Taborstraße, aber noch im 2. Bezirk, befindet sich die ehemalige Linienkapelle, die dem Brückenheiligen Johannes Nepomuk gewidmet ist. Tatsächlich befand sich zur Bauzeit um 1728 hier eine Brücke über das mittlerweile verlandete Fahnenstangenwasser. Funktional war sie mit dem Mautgebäude Am Tabor (siehe unter Volkertviertel) verbunden. Sie wurde 1963 um einige Meter an den heutigen Standort versetzt.

## Galerie

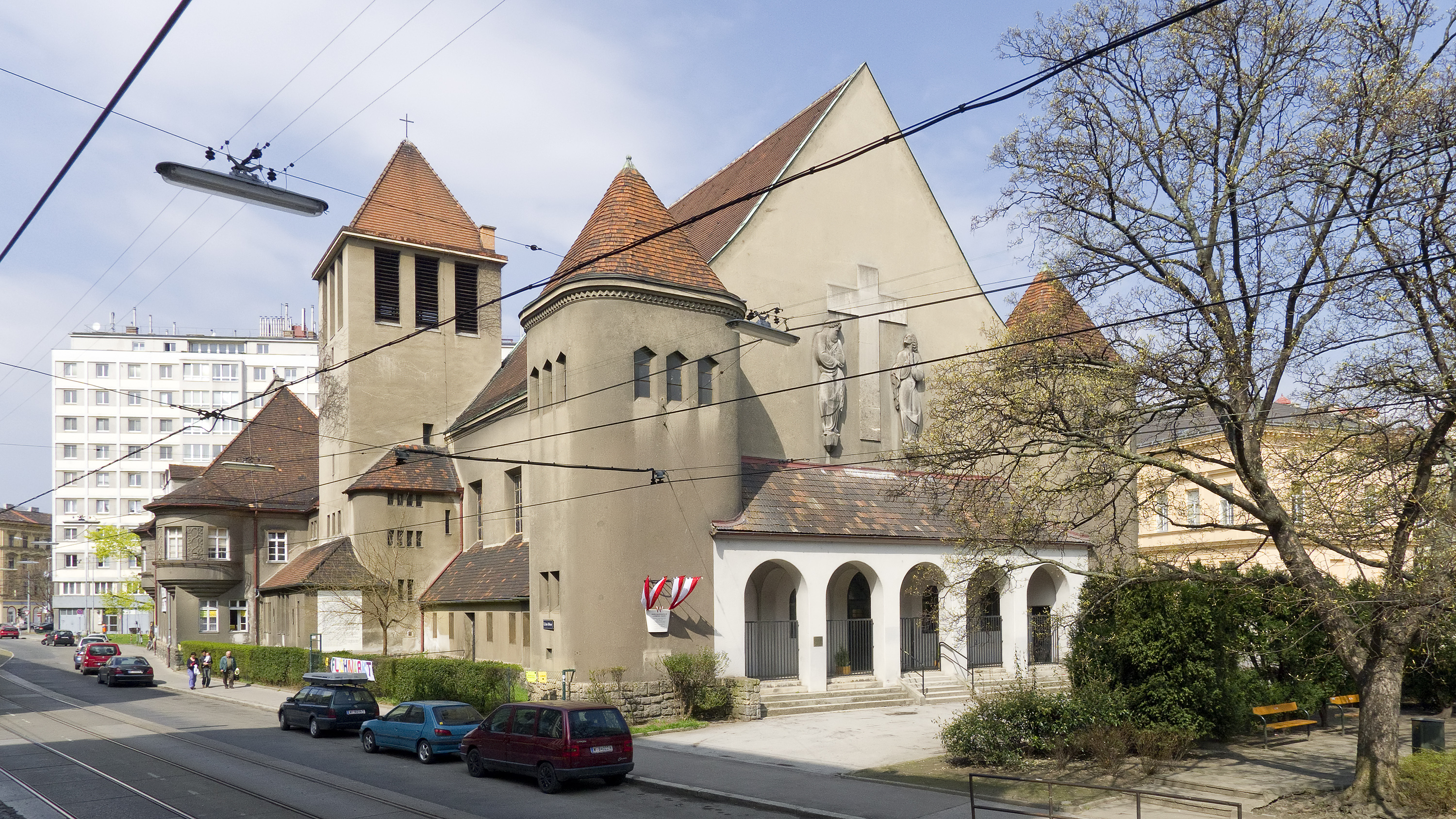
Verklärungskirche (links hinten der Chopinhof)
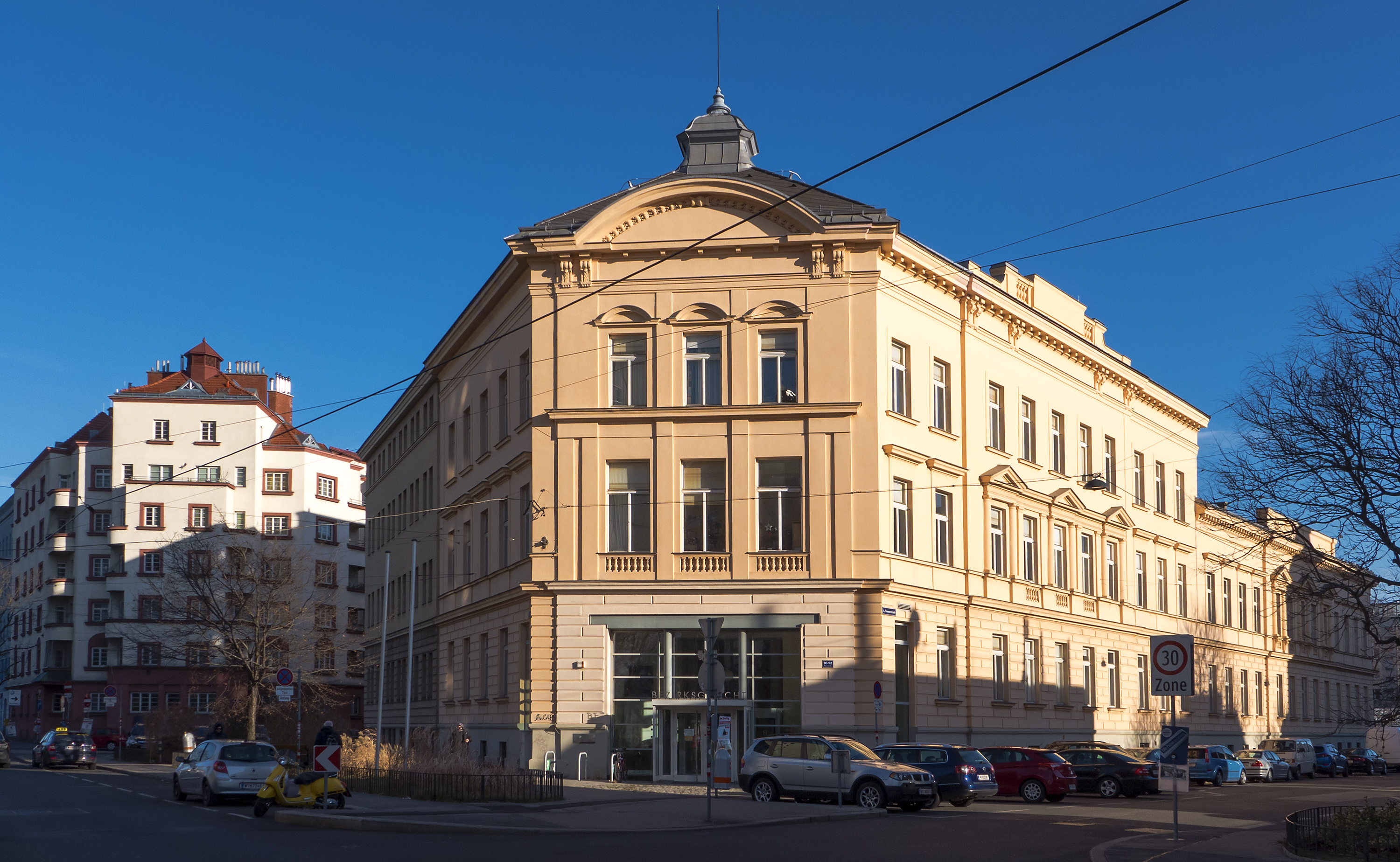
Bezirksgericht Leopoldstadt (links hinten Gemeindebau Marinelligasse 1, vorne rechts Trunnerstraße)
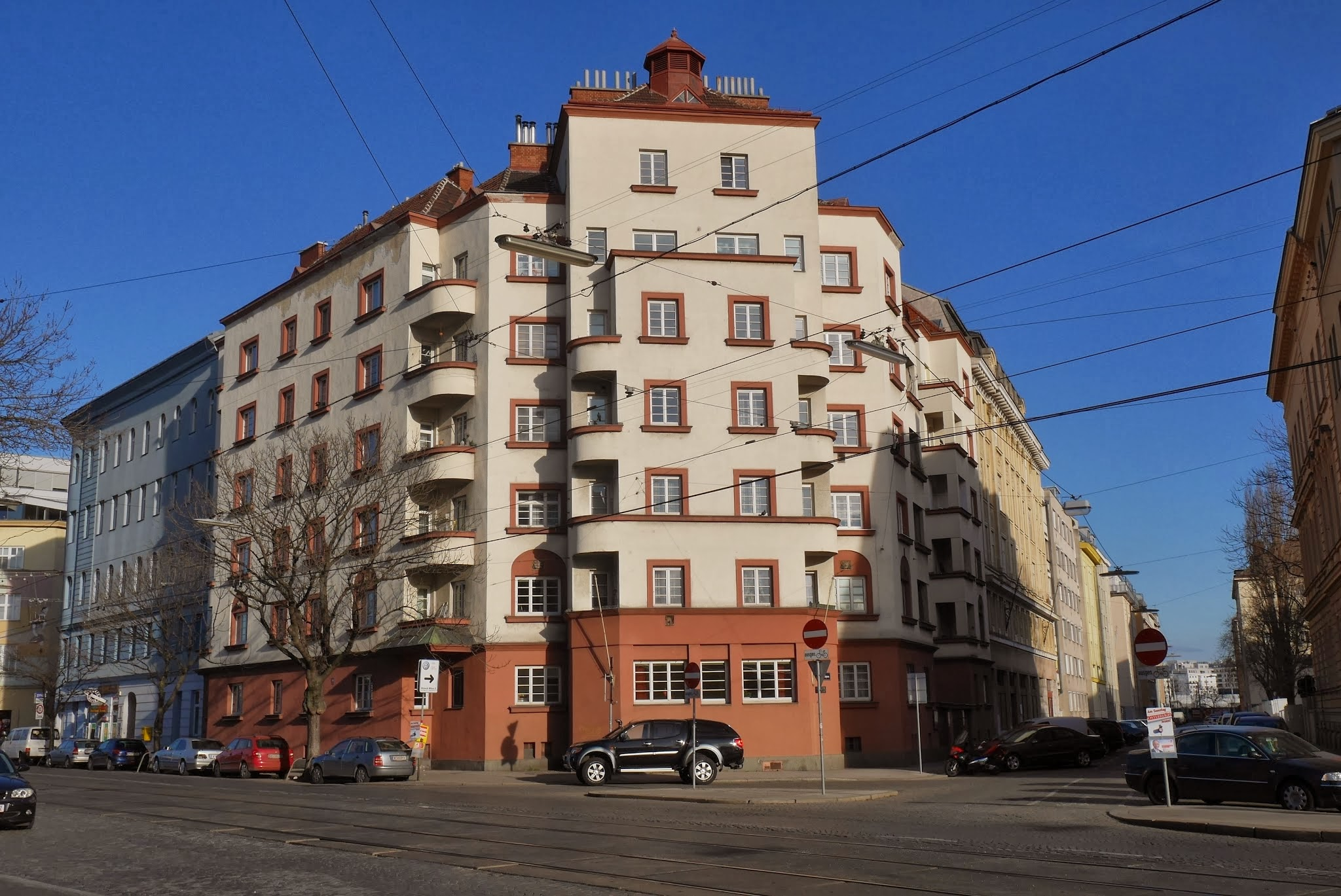
Gemeindebau Marinelligasse 1
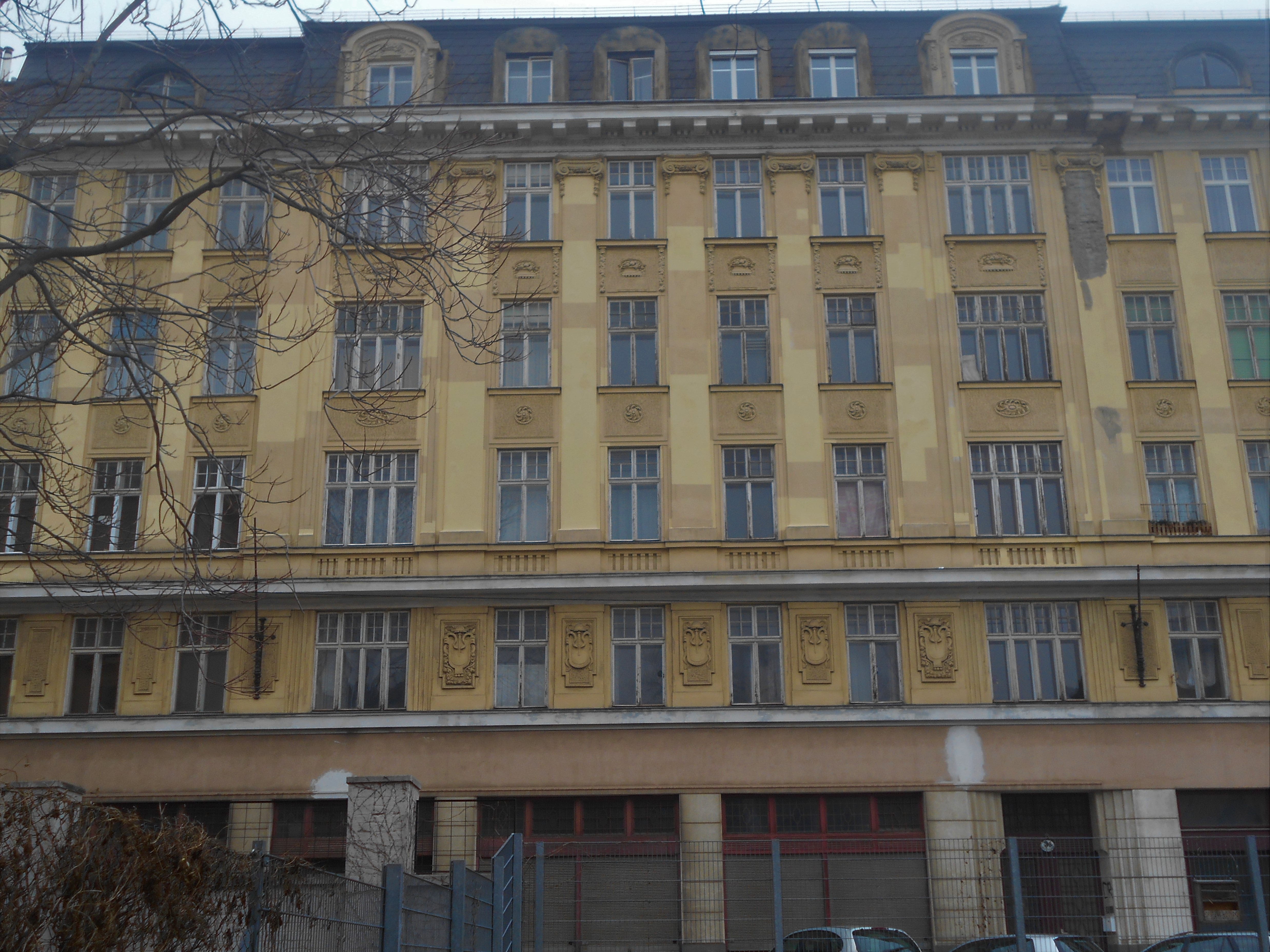
Marinelligasse 3
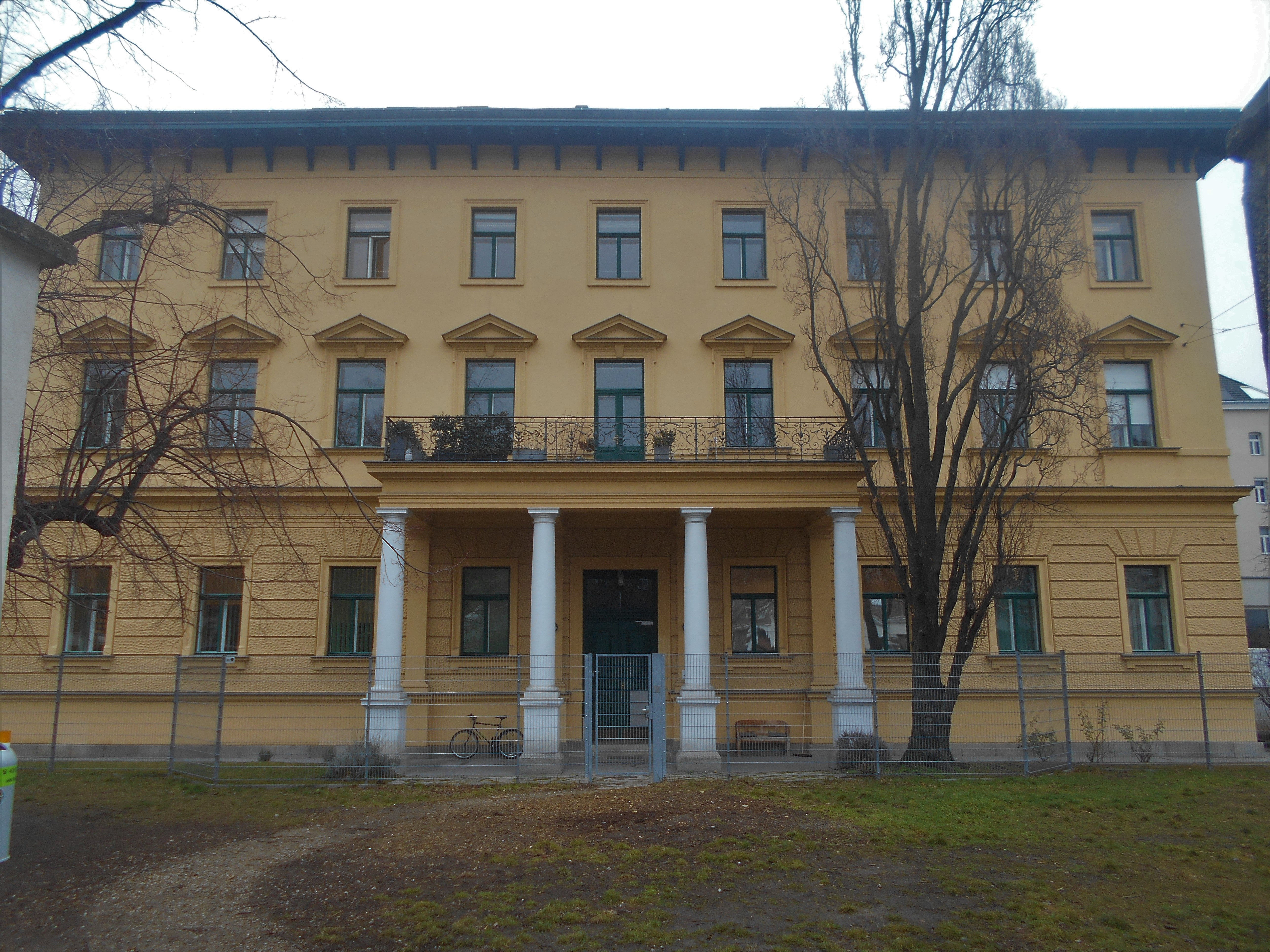
Trunnerstraße 5
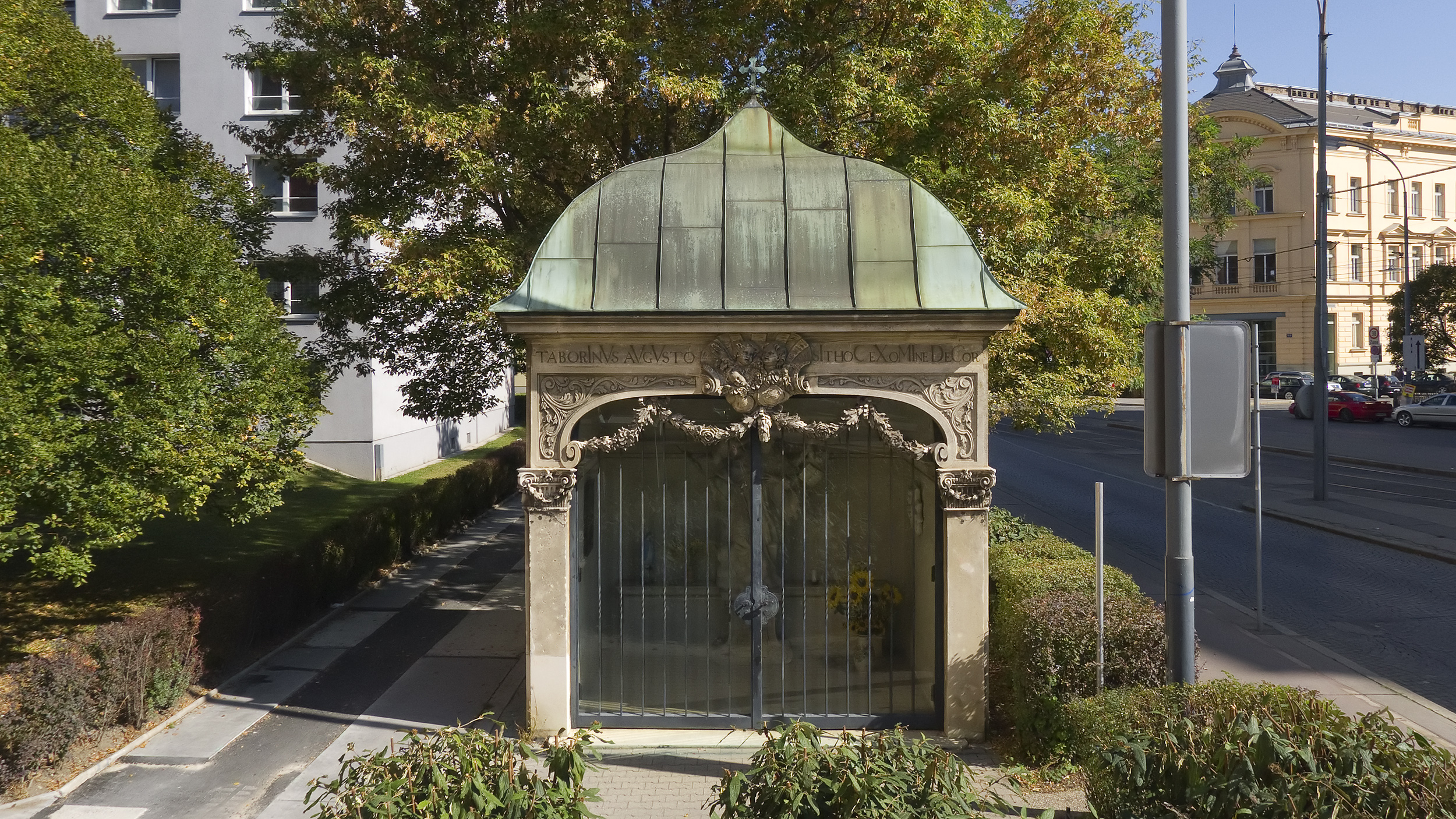
Die Johannes-Nepomuk-Kapelle